# Richard E. Neustadt

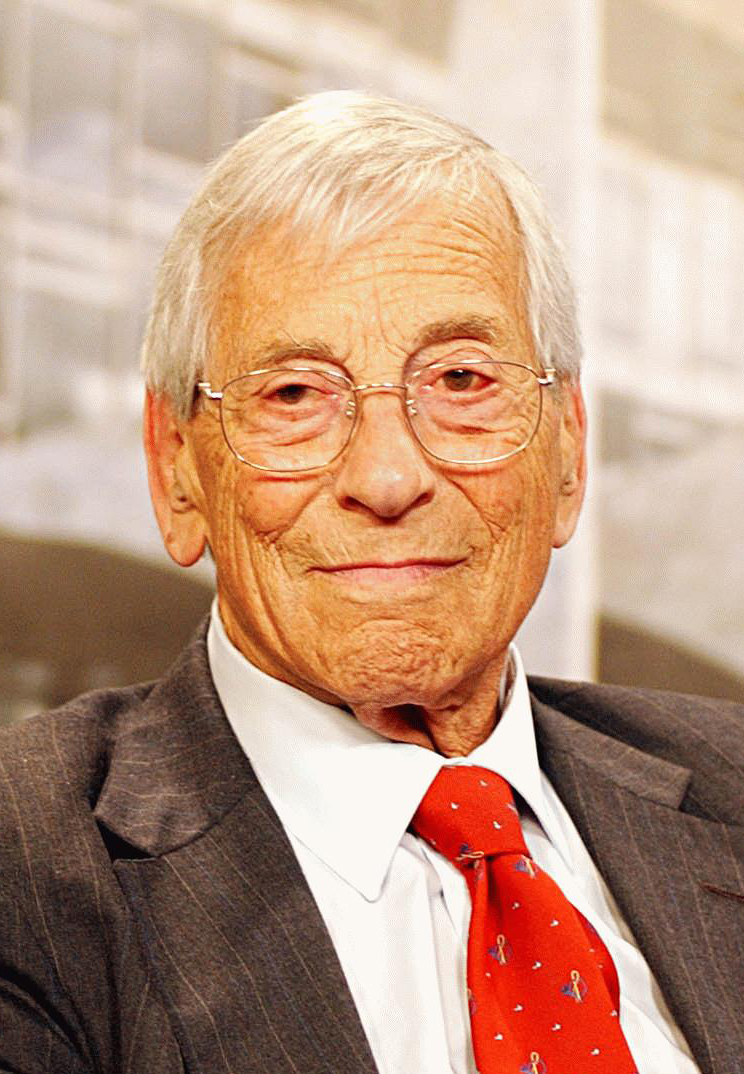
Richard E. Neustadt (2003)

Richard Elliott Neustadt (* 26. Juni 1919 in Philadelphia; † 31. Oktober 2003 in London) war ein US-amerikanischer Politikwissenschaftler und Präsidentenberater.

## Leben und Wirken
Richard E. Neustadt studierte Politikwissenschaft an der University of California, Berkeley, wo er 1939 die Bachelorprüfung ablegte. Anschließend setzte er sein Studium an der Harvard University fort. Dort folgte 1941 seine Magisterprüfung. Im Zweiten Weltkrieg diente er ab 1942 bei der Marine. Nach dem Krieg arbeitete er in Washington, D.C., bei der Bundesbehörde für das Haushaltswesen (später „Office of Management and Budget“ genannt). Während dieser Zeit schrieb er an seiner Dissertation, die 1951 an der Harvard University zu seiner Promotion zum Ph.D. führte. Seine akademische Lehrtätigkeit begann an der Cornell University, von 1954 bis 1964 lehrte er an der Columbia University. Bis zum Eintritt in den Ruhestand 1989 wirkte er als Professor an der Harvard University. Auch nach seinem Ruhestand hielt er Lehrveranstaltungen ab, außerdem zahlreiche Vorträge im In- und Ausland.
Als politischer Berater wirkte Richard E. Neustadt für mehrere amerikanische Präsidenten in wichtigen in- und außenpolitischen Fragen, vor allem Harry S. Truman, John F. Kennedy und Lyndon B. Johnson. Mit seinen Veröffentlichungen wurde er zu einem Experten für die Rolle und Funktion des U.S.-Präsidentenamtes.
Im Jahre 1964 wurde Neustadt Mitglied der American Academy of Arts and Sciences.
In zweiter Ehe war Richard E. Neustadt mit der britischen Politikerin Shirley Williams verheiratet.

## Veröffentlichungen (Auswahl)
- Presidency and legislation. The growth of central clearance. In: American Political Science Review, Bd. 48 (1954), S. 641–671.

- Presidential power. The politics of leadership. Wiley, New York 1960 (dieses Werk wurde mehrfach neu aufgelegt und ergänzt, zuletzt u.d.T.: Presidential power and the modern presidents. The politics of leadership from Roosevelt to Reagan. Free Press, New York 1991, ISBN 978-0-02-922796-1).
- Approaches to staffing the presidency. In: American Political Science Review, Bd. 57 (1963), S. 11–24.
- Basic issues in national security operations. In: Henry M. Jackson (Hrsg.): The secretary of state and The Ambassador. Praeger, New York 1964, S. 91–109.
- Kennedy in the presidency. A premature appraisal. In: Political Science Quarterly, Bd. 79 (1964), S. 321–334.
- No one saves him from himself. The Presidentʹs professional reputation. In: James David Barber (Hrsg.): Political leadership in American government. Little, Brown and Co., Boston 1964, S. 221–247.
- Alliance politics. Columbia University Press, New York 1970.
- Politicians and bureaucrats. In: David B. Truman (Hrsg.): The Congress and America's future. 2. Aufl. Prentice Hall, Englewood Cliffs, NJ 1973, ISBN 0-13-167585-0.
- (mit Harvey V. Fineberg): The swine flue affair. Decision-making on a slippery disease. U.S. Dept. of Health, Education, and Welfare, Washington, D.C. 1978.
- (mit Ernest R. May): Thinking in time. The uses of history for decision-makers. Collier Macmillan, London 1986, ISBN 0-02-922790-9.
- Report to JFK. The Skybolt crisis in perspective. Cornell University Press, Ithaca, NY 1999, ISBN 0-8014-3622-2.
- Preparing to be president. The memos of Richard E. Neustadt. Ed. by Charles O. Jones. AEI Press, Washington, D.C. 2000, ISBN 0-8447-4139-6.
- The weakening White House. In: British journal of political science, Bd. 31 (2001), S. 1–11.